# Myrmecia michaelseni
Myrmecia michaelseni är en myrart som beskrevs av Auguste-Henri Forel 1907. Myrmecia michaelseni ingår i släktet bulldoggsmyror, och familjen myror. Inga underarter finns listade i Catalogue of Life.